# Morcenx-la-Nouvelle
Morcenx-la-Nouvelle – gmina we Francji, w regionie Nowa Akwitania, w departamencie Landy. W 2013 roku liczba ludności wynosiła 5479 mieszkańców. 
Gmina została utworzona 1 stycznia 2019 roku z połączenia czterech ówczesnych gmin: Arjuzanx, Garrosse, Morcenx oraz Sindères. Siedzibą gminy została miejscowość Morcenx. 